# Natela Dzalamidze
Natela Georgijevna Dzalamidze (Russisch: Натела Георгиевна Дзаламидзе) (Moskou, 27 februari 1993) is een tennisspeelster uit Rusland. Op 16 juni 2022 veranderde zij haar nationaliteit naar Georgisch om aan Wimbledon te kunnen meedoen. Dzalamidze begon op vijfjarige leeftijd met het spelen van tennis. Zij speelt rechtshandig en heeft een tweehandige backhand.

## Loopbaan

### Enkelspel
Dzalamidze debuteerde in 2009 op het ITF-toernooi van Haiderabad (India) – hier veroverde zij meteen haar eerste titel, door de Russin Anna Rapoport te verslaan. Tot op heden(februari 2023) won zij tien ITF-titels, de meest recente in 2016 in Hua Hin (Thailand).

### Dubbelspel
Dzalamidze behaalde in het dubbelspel betere resultaten dan in het enkelspel. Zij debuteerde in 2007 op het ITF-toernooi van Penza (Rusland), samen met landgenote Jekaterina Jasjina. Zij stond in 2010 voor het eerst in een finale, op het ITF-toernooi van Qarshi (Oezbekistan), samen met landgenote Darja Koetsjmina – hier veroverde zij haar eerste titel, door het duo Ksenia Milevskaya en Ganna Piven te verslaan. Tot op heden(februari 2023) won zij 29 ITF-titels, de meest recente in 2019 in Staré Splavy (Tsjechië).
In 2015 speelde Dzalamidze voor het eerst op een WTA-hoofdtoernooi, op het toernooi van Neurenberg, samen met de Wit-Russin Svjatlana Pirazjenka. Zij stond in 2016 voor het eerst in een WTA-finale, op het toernooi van Taipei, samen met landgenote Veronika Koedermetova – hier veroverde zij haar eerste titel, door het Taiwanese koppel Chang Kai-chen en Chuang Chia-jung te verslaan. In 2017 speelde zij haar eerste grandslamtoernooi toen zij samen met Veronika Koedermetova uit mocht komen in het vrouwendubbelspel op Roland Garros.
Tot op heden(februari 2023) won zij zes WTA-titels, de meest recente in 2023 in Linz (Oostenrijk).
Haar beste resultaat op de grandslamtoernooien is het bereiken van de tweede ronde. Haar hoogste notering op de WTA-ranglijst is de 43e plaats, die zij bereikte in mei 2022.

## Posities op deWTA-ranglijst
Positie per einde seizoen:
| jaar | rang enkelspel | rang dubbelspel |
| ---- | -------------- | --------------- |
| 2010 | 679            | 335             |
| 2011 | 643            | 349             |
| 2012 | 533            | 260             |
| 2013 | 755            | 338             |
| 2014 | 349            | 293             |
| 2015 | 250            | 185             |
| 2016 | 374            | 103             |
| 2017 | 419            | 59              |
| 2018 | –              | 94              |
| 2019 | –              | 165             |
| 2020 | –              | 146             |
| 2021 | –              | 59              |
| 2022 | –              | 62              |

## Palmares
| Legenda                 |
| ----------------------- |
| Grandslamtoernooi       |
| Olympische Spelen       |
| Year-End Championships  |
| Premier Mandatory       |
| Premier Five / WTA 1000 |
| Premier / WTA 500       |
| International / WTA 250 |
| Challenger / WTA 125    |

### WTA-finaleplaatsen enkelspel
geen

### WTA-finaleplaatsen vrouwendubbelspel
| nr.              | finale     | toernooi        | ondergrond    | partner               | tegenstandsters                     | score                   |         |
| ---------------- | ---------- | --------------- | ------------- | --------------------- | ----------------------------------- | ----------------------- | ------- |
| gewonnen finales |            |                 |               |                       |                                     |                         |         |
| 1.               | 2016-11-20 | WTA Taipei      | tapijt (i)    | Veronika Koedermetova | Chang Kai-chen Chuang Chia-jung     | 4-6, 6-3, [10-5]        | details |
| 2.               | 2018-11-03 | WTA Mumbai      | hardcourt     | Veronika Koedermetova | Bibiane Schoofs Barbora Štefková    | 6-4, 7-6                | details |
| 3.               | 2021-08-08 | WTA Cluj-Napoca | gravel        | Kaja Juvan            | Katarzyna Piter Mayar Sherif        | 6-3, 6-4                | details |
| 4.               | 2021-11-12 | WTA Linz        | hardcourt (i) | Kamilla Rachimova     | Wang Xinyu Zheng Saisai             | 6-4, 6-2                | details |
| 5.               | 2022-10-23 | WTA Rouen       | hardcourt (i) | Kamilla Rachimova     | Misaki Doi Oksana Kalasjnikova      | 6-2, 7-5                | details |
| 6.               | 2023-02-12 | WTA Linz        | hardcourt (i) | Viktória Kužmová      | Anna-Lena Friedsam Nadija Kitsjenok | 4-6, 7-5, [12-10]       | details |
| verloren finales |            |                 |               |                       |                                     |                         |         |
| 1.               | 2017-10-15 | WTA Linz        | hardcourt (i) | Xenia Knoll           | Kiki Bertens Johanna Larsson        | 6-3, 3-6, [4-10]        | details |
| 2.               | 2018-11-18 | WTA Taipei      | tapijt (i)    | Olga Dorosjina        | Ankita Raina Karman Thandi          | 3-6, 7-5, [12-12], opg. | details |
| 3.               | 2021-07-25 | WTA Palermo     | gravel        | Kamilla Rachimova     | Erin Routliffe Kimberley Zimmermann | 6-7, 6-4, [4-10]        | details |
| 4.               | 2022-04-24 | WTA Istanbul    | gravel        | Kamilla Rachimova     | Marie Bouzková Sara Sorribes Tormo  | 3-6, 4-6                | details |
| 5.               | 2022-09-18 | WTA Chennai     | hardcourt     | Anna Blinkova         | Gabriela Dabrowski Luisa Stefani    | 1-6, 2-6                | details |

## Resultaten grandslamtoernooien
| Legenda | Legenda                          |
| ------- | -------------------------------- |
| g.t.    | geen toernooi gehouden           |
| l.c.    | lagere categorie                 |
| –       | niet deelgenomen                 |
| G       | uitgeschakeld in de groepsfase   |
| 1R      | uitgeschakeld in de eerste ronde |
| 2R      | uitgeschakeld in de tweede ronde |
| 3R      | uitgeschakeld in de derde ronde  |
| 4R      | uitgeschakeld in de vierde ronde |
| KF      | uitgeschakeld in de kwartfinale  |
| HF      | uitgeschakeld in de halve finale |
| F       | de finale verloren               |
| W       | het toernooi gewonnen            |
| w-v     | winst/verlies-balans             |

### Enkelspel
geen deelname

### Vrouwendubbelspel
| toernooi        | 2017 | 2018 | 2019 | 2020 |    | 2022 | 2023 |
| --------------- | ---- | ---- | ---- | ---- | -- | ---- | ---- |
| Australian Open | –    | 1R   | –    | –    | 1R | 1R   |      |
| Roland Garros   | 1R   | –    | 2R   | –    | 1R |      |      |
| Wimbledon       | 2R   | –    | 1R   | g.t. | 2R |      |      |
| US Open         | 1R   | 1R   | 1R   | 1R   | 1R |      |      |

### Gemengd dubbelspel
| toernooi        | 2022 |
| --------------- | ---- |
| Australian Open | –    |
| Roland Garros   | 1R   |
| Wimbledon       | 1R   |
| US Open         | –    |